# 梅純
梅純（1457年—？），字一之，南京京衛官籍山西夏邑縣人，明朝政治人物。寧國公主和駙馬梅殷的玄孫。

## 生平
成化十三年（1477年）丁酉科應天府鄉試第九十三名舉人，十七年（1481年）中辛丑科三甲進士，任懷遠縣知縣，因為惹惱上司后棄官歸鄉。後襲武階，任中都副留守。

## 家族
曾祖梅順昌，都督同知；祖父梅敬，指揮使；父梅昇，指揮使。母劉氏，封淑人。慈侍下。